# Крамск (гмина)
Крамск (пол. Kramsk) — сельская гмина (волость) в Польше, входит как административная единица в Конинский повет, Великопольское воеводство. Население — 10 035 человек (на 2004 год).

## Сельские округа
1. Анелев
2. Барце
3. Бильчев
4. Борки
5. Бжузки
6. Дембич
7. Дронжек
8. Громблин
9. Хеленув
10. Изабелин
11. Яблкув
12. Константынув
13. Крамск
14. Крамск-Лазы
15. Крамск-Ленги
16. Крамск-Поле
17. Ксаверув
18. Лихново
19. Милин
20. Патшикув
21. Понхув
22. Подгур
23. Рудзица
24. Рысины
25. Свенцец
26. Свенте
27. Веляны
28. Воля-Подленжна
29. Высоке

## Соседние гмины
1. Гмина Коло
2. Конин
3. Гмина Косцелец
4. Гмина Кшимув
5. Гмина Осек-Малы
6. Гмина Сомпольно
7. Гмина Слесин